# Una vida errante
Una vida errante (título internacional: Tatsumi) es una película dramática animada singapurense de 2011 dirigida por Eric Khoo. Se basa en las memorias de manga A Drifting Life y cinco historias cortas anteriores del artista de manga japonés Yoshihiro Tatsumi. La película es una producción de Singapur con diálogo japonés y fue animada en Indonesia.
La película se estrenó en la sección Un Certain Regard del Festival de Cine de Cannes de 2011 el 17 de mayo de 2011. La película fue seleccionada como la entrada de Singapur a la Mejor película internacional en los 84° edición de los Premios Oscar, pero no llegó a la lista final.

## Sinopsis
La película sigue la carrera de Yoshihiro Tatsumi, cuando comienza a trabajar como dibujante de cómics en el Japón ocupado de la posguerra, conoce a su ídolo Osamu Tezuka e inventa el género gekiga de cómics japoneses para adultos. Entretejidos con el material biográfico hay segmentos basados en los cuentos de Tatsumi "Hell", "Beloved Monkey", "Just a Man", "Good-Bye" y "Occupied".